# بریج، کنت
بریج (به انگلیسی: Bridge) یک روستا و محله مدنی در بریتانیا است که در شهر کنتربری واقع شده‌است. بریج ۴٫۰۸ کیلومتر مربع مساحت و ۱٬۵۷۶ نفر جمعیت دارد.